# ريتشي مولر
ريتشي مولر (بالإنجليزية: Richie Moller)‏ (24 يناير 1977 في ألمانيا - ) هو مدرب كرة قدم ولاعب كرة قدم أمريكي في مركز الهجوم. لعب مع Baltimore Blast ‏ وMaryland Mania ‏.